# 梁竦
梁竦（？—83年），字叔敬，東漢文學家、易学家、思想家。梁統次子，兄长梁松是光武帝刘秀的女婿。

## 生平
梁松之弟。梁竦因其兄梁松事被牽連，貶逐到南方九真一帶，後被召還。路过屈原投江的地方，用绳子系块黑石头扔下，作《悼騷賦》。班固評價梁竦：“孔子著春秋而亂臣賊子懼，梁竦作七序而竊位素餐者慚。”梁竦有二個女兒，为汉章帝妃嫔，皆被封為貴人。小貴人生漢和帝。封褒親愍侯。建初八年（83年），竇皇后見梁家姐妹失寵，遂發出匿名函件，誣告梁竦謀反。梁竦入獄後，由漢陽太守拷問，不久身亡，家属皆徙九真（今越南共和國清化市）。另有长女梁嫕。